# 나미브물갈퀴도마뱀붙이
나미브물갈퀴도마뱀붙이(Pachydactylus rangei )는 나미브 샌드 게코(Namib sand gecko)나 나미브 웹풋 게코(Namib web-footed gecko)라고도 불리며, 도마뱀붙이과의 일종이다. 앙골라, 나미비아, 남아프리카 공화국의 건조한 지역에 서식하며, 스웨덴의 동물학자 라르스 가브리엘 안데르손(:en:Lars Gabriel Andersson)이 독일의 지질학자 파울 랑거(:en:Paul Theodor Range) 박사를 기려 명명하여 최초로 기술하였다.

## 형태
나미브물갈퀴는 6 cm 에 이르는 꼬리를 포함해 13 cm까지 자란다. 머리는 가느다란 몸통과 꽤나 대비되며, 둘 다 윗부분이 납작하다. 눈은 크고 검으며 동공은 수직으로 찢어져있다. 나미브물갈퀴는 굉장히 창백해서 거의 반투명하다. 몸은 연어색 바탕에 밝은 갈색 줄무늬, 무늬가 나있다. 이러한 색깔 덕에 나미브사막의 모래 속에서 자연스럽게 위장할 수 있다. 피부는 작고 부드운 비늘로 덮여있으며 반투명하고, 내부의 몇몇 장기를 들여다볼 수 있다. 다리는 가늘지만 발은 넓고, 발가락은 완전히 물갈퀴로 뒤덮여있으며, 이 적응 덕에 굴을 쉽게 파고 느슨한 모래 위를 달릴 수 있다. 야행성이며 낮에는 스스로 판 굴 속에서 지내다가 밤에 나와서 모래 위에서 사냥한다. 발에는 빨판도 나있어서 기어오르기도 잘 한다. 수컷의 꼬리는 암컷보다 두껍다. 암컷의 몸무게는 10 g 까지, 수컷은 6 g까지 나간다. 머리, 등의 표면은 분홍빛 갈색 바탕에 더 짙은 무늬가 새겨져있으며, 특히 간간히 옆구리에 선이 나있으며, 밑부분은 황백색이다. 눈 사이에는 보통 푸른색 줄무늬가 나있다. 이 종은 서식지가 겹치는 짖는도마뱀붙이(:en:Ptenopus garrulus)와 비슷하게 생겼다.

## 분포와 서식지
나미브물갈퀴는 아프리카 남부 나미브사막의 해안 근방에 고유하며, 해안에서 130km까지 떨어진, 고도 300m 까지의 내륙지방에까지 서식한다. 모식지(:en:Type locality (biology))는 나미비아의 뤼데리츠다. 서식지는 바위가 많고 잘 자라지 못한 초목이 돋아난, 사구의 건조하고 느슨한 모래 위이다. 나미브물갈퀴는 모래사막을 선호하며 나미비아의 해안가 혹은 나마콸란트(Namaqualand) 최극단의 리흐터스벨트(Richtersveld)에서만 발견된다.

## 식성
야생환경에서는 귀뚜라미, 메뚜기, 작은 거미를 먹는다. 딱정벌레와 여타의 모래 위에서 찾을 수 있는 작은 곤충도 먹는다. 사육환경에서는 보통 귀뚜라미와 애벌레를 급여하는데, 활동적인 모습을 보고 싶다면 귀뚜라미를 주는 게 좋다. 눈이 커서 밤에 사냥할 때 먹이를 볼 수 있다.

## 적응
나미브물갈퀴는 가혹한 사막환경에서 살아남기 위해 다양한 특성을 진화시켰다. 발가락에는 물갈퀴가 있어서 모래 속에 굴을 파거나 모래 위를 걸을 수 있다. 발가락 밑에 빨판이 있어서 기어오르기도 잘한다. "발가락의 빨판에는 박판(lamellae)이 열을 지어 나있으며, 이는 각각 융모(villosity)라고 불리는 수천 개의 미세한 갈고리로 뒤덮여있다. 융모는 표면의 미세한 거친 부분에 고정되어서 도마뱀붙이가 기어오를 수 있도록 한다."
나미브물갈퀴는 먹이를 포착하기 위해 커다란 눈을 가지고 있다. "나미브물갈퀴는 대부분의 도마뱀붙이류처럼 눈꺼풀이 없고, 대신 눈비늘(spectacle)이라 불리는 투명한 비늘로 덮여있다. 주기적으로 핥아서 눈비늘 위의 먼지를 제거한다."

## 생태
나미브물갈퀴는 야행성이며, 낮에는 깊이가 1미터에 이르는 굴 속에서 보낸다. 밤에는 흰개미, 개미, 딱정벌레, 메뚜기, 거미 따위의 절지동물을 먹기 위해 기어나온다. 물은 주로 초목에 맺힌 이슬을 통해 섭취하며 피부를 통해 습기를 흡수할 수도 있다. 뀍뀍, 끽끽, 깍깍 등의 다양한 발성을 통해 의사소통한다.
각각의 개체는 보통 혼자 살아간다. 방해받거나 짝을 찾을 때면 뀍뀍 꺽꺽댈 수 있다. 4,5월에 번식한다. 수컷은 짝짓기를 할 때 암컷을 꽉 움켜쥐는데, 이빨로 목을 물고 꼬리로 몸통을 감싼다. 암컷은 한두 개의 단단한 타원형의 알을 낳아서 축축한 모래 속에 묻는데, 알은 30 °C (86 °F) 가량의 온도 속에서 포란(:en:Egg incubation)될 필요가 있다. 8주 뒤에는 길이 10 cm (4 in) 가량의 유체가 부화하며, 4일 뒤에는 먹이를 먹기 시작한다.

## 보전 상태와 위협
나미브물갈퀴를 위협하는 것은 주로 인간활동이다. 사람들은 나미브물갈귀를 먹기 위해 사냥하며, 서식지를 파괴한다. 애완동물 시장에서도 수요가 있기 때문에 경제적 가치가 있다. 어떤 사람들은 나미브물갈퀴가 굉장히 빠르며 사람의 손을 좋아하지 않음에도 투명한 테라리움 안에 가둬 애완용으로 기른다. 야생에서는 5년까지 살 수 있다. 나미브물갈퀴를 보존하기 위해 법이 제정되기도 했지만, 이 녀석들은 보호종 목록에 들어있지 않으며, 종의 존속 여부가 불투명한 상태는 아니다.

## 참고 문헌
- Andersson LG. 1908. "A remarkable new Gecko from South-Africa and a new Stenocercus-species from South-America in the Natural Museum in Wiesbaden". Jahrbüchern des Nassauischen Vereins für Naturkunde in Wiesbaden 61: 299-306. (Palmatogecko rangei, new species, pp. 299–300 + Plate III, figures 1a-1c).
- Loveridge A. 1947. "Revision of the African Lizards of the Family Gekkonidae". Bull. Mus. Comp. Zool. Harvard 98: 1-469. (Palmatogecko rangei, pp. 36–39).